# Stefan Sinovec
Stefan Sinovec (in serbo Стефан Синовец?; Belgrado, 20 giugno 1988) è un cestista serbo.

## Palmarès
- Campionato serbo: 1

Partizan Belgrado: 2009-10
- Campionato macedone: 2

MZT Skopje: 2014-15, 2016-17
- Coppa di Serbia: 1

Partizan Belgrado: 2010
- Coppa di Slovenia: 1

Krka Novo mesto: 2016
- Lega Adriatica: 1

Partizan Belgrado: 2009-10